# Валдемар Антон
Валдемар Антон (Олмалик, 20. јул 1996) је немачки фудбалер који тренутно наступа за Борусију из Дортмунда. Игра на позицији одбрамбеног играча.
Антон је рођен у граду Олмалик у Узбекистану, у руско-немачкој породици. Када је имао две године са породицом се преселио у Немачку. Њеогово оригинално име је Владимир Рипцов Антон, али је по добијању немачких докумената промењено у Валдемар Антон. Поред немачког, течно говори и руским језиком.

## Успеси
Немачка до 21
- Европско првенство до 21 године (1) :  2017,[7]  2019.[8]

Појединачни
- Идеални тим Бундеслиге Немачке: 2023/24.[9]
- ВДВ идеални тим Бундеслиге Немачке: 2023/24.[10]